# 蛇池 (出雲市)
蛇池（じゃいけ）は、島根県出雲市湖陵町大池にあるため池。池の名の由来とされる話が今に伝わる。

## 概要
江戸時代に築造されたと伝わるため池で、周囲2.85キロメートル。現在も地域の水田に農業用水を供給している。また、池の周囲には桜が植えられて地元住民の憩いの場ともなっている。湧水からなる池の水は、かつては醸造や茶の湯にも利用されていたという。

## 伝説
寛文の頃、出雲大社の拝殿建替えにあたって呼び寄せられた左甚五郎は、この池に住むという蛇（龍）を彫るように命じられた。七日七夜に渡って灯明を掲げて祈ると雷雲とともに池から蛇が現れたため、これを彫り上げて大社に奉納。彫物は拝殿の破風に掲げられたが、毎月1日と15日になると暴れ回ったので針金で縛り付けたものの、それでも動くことから鋸引きしてようやく静まったという。地元では蛇を鎮めるため池のそばに蛇池神社を建立して水の神として祀った。

## 参考画像

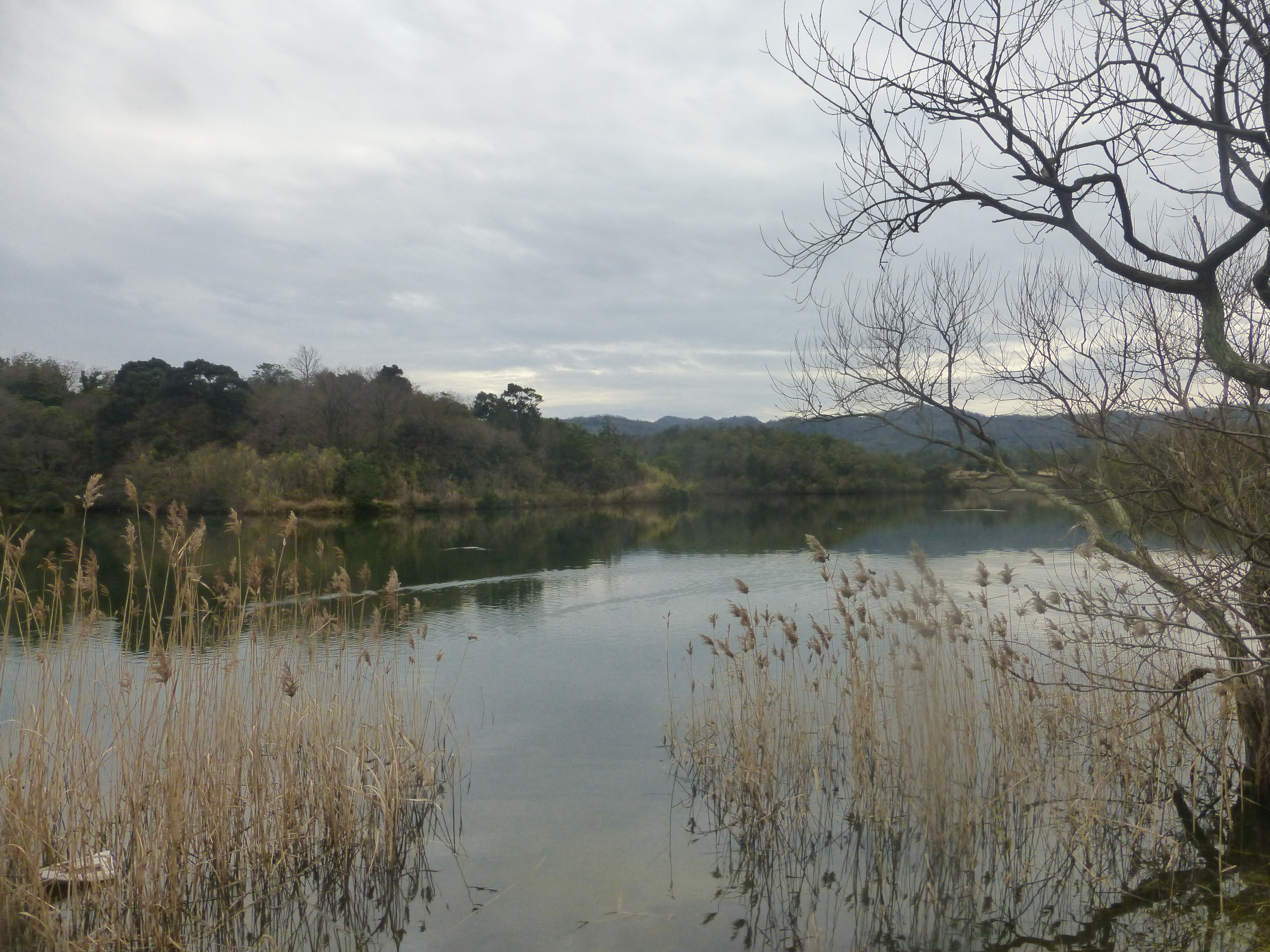
2018年頃
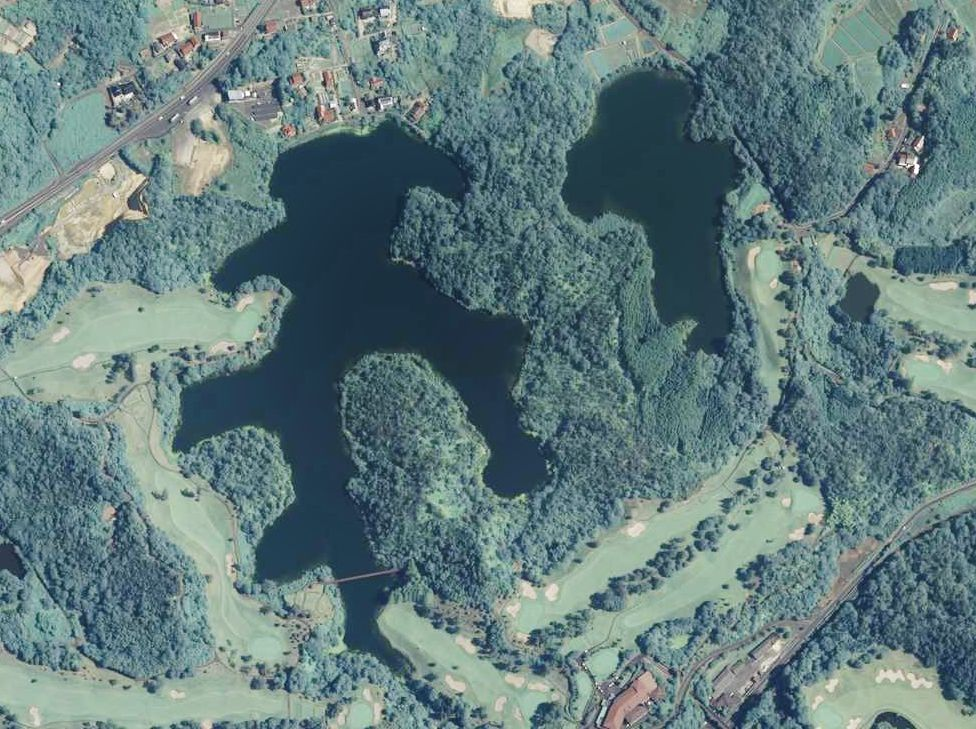
蛇池（左）と蓮池（右）。周辺はいづも大社カントリークラブ。国土交通省 国土地理院 地図・空中写真閲覧サービスの空中写真を基に作成（2015年撮影）。